# ستيف بارنز (ممثل)
ستيف بارنز (بالإنجليزية: Steve Barnes)‏ هو مقدم برامج إذاعية وممثل أمريكي، ولد في 5 مايو 1967 في الولايات المتحدة.

## أعمال

### أفلام
- (2000) تذكر الجبابرة

## وصلات خارجية
- ستيف بارنز على موقع IMDb (الإنجليزية)
- ستيف بارنز على موقع قاعدة بيانات الفيلم (الإنجليزية)